# El Guamo (Bolívar)
Pour les articles homonymes, voir El Guamo.
El Guamo est une municipalité située dans le département de Bolívar, en Colombie.